# Dolaincourt
Dolaincourt is een gemeente in het Franse departement Vosges (regio Grand Est) en telt 85 inwoners (2009). De plaats maakt deel uit van het arrondissement Neufchâteau.

## Geografie
De oppervlakte van Dolaincourt bedraagt 2,6 km², de bevolkingsdichtheid is dus 32,7 inwoners per km².
De onderstaande kaart toont de ligging van Dolaincourt met de belangrijkste infrastructuur en aangrenzende gemeenten.

## Demografie
Onderstaande figuur toont het verloop van het inwonertal (bron: INSEE-tellingen).